# Ana Lucía Barbón
Ana Lucía Barbón es una deportista colombiana que compitió en judo. Ganó una medalla de plata en el Campeonato Panamericano de Judo de 1996, en la categoría de –45 kg.

## Palmarés internacional
| Campeonato Panamericano | Campeonato Panamericano | Campeonato Panamericano | Campeonato Panamericano |
| Año                     | Lugar                   | Medalla                 | Categoría               |
| ----------------------- | ----------------------- | ----------------------- | ----------------------- |
| 1996                    | San Juan (Puerto Rico)  | Medalla de plata        | –45 kg                  |